# سان أندريس دي يافانيراس
بلدية سانت أندريو دي يابانيريس (بالكاتالانية: Sant Andreu de Llavaneres) هي إحدى بلديات مقاطعة برشلونة، والتي تقع في منطقة كاتالونيا، شرق إسبانيا.
يبلغ عدد سكانها 9.745 نسمة وفقاً لإحصائية سنة (2007).